# Arbitres aux Jeux olympiques (football)
Voici la liste des arbitres ayant officialisé au moins un match lors des épreuves de football aux Jeux olympiques d'été. On remarque qu'à chaque édition, un arbitre local officie dans ce tournoi, une règle qui se note depuis la création, sauf en 2008.
NB: Il n'y a pas eu d'épreuve de football lors des Jeux olympiques de 1932.

## Arbitres ayant officié dans deux éditions et plus
- 4 éditions : István Zsolt.
- 3 éditions : Guilermo Velasquez, Henri Christophe, Johannes Mutters, Romualdo Arppi Filho.
- 2 éditions : Abraham Klein, Alfred Birlem, Arnaldo Cézar Coelho, Benito Archundia, Charles Barette, Emilio Guruceta-Muro, Hussein Imam, Giovanni Mauro, Jaffar Namdar, Jesús Díaz Palacio, John Lewis, Karel van der Meer, Károly Palotai, Luis Paulino Siles, Marcel Slawick, Marco Antonio Dorantes Garcia, Nikolaï Latychev, Paul Putz, Raúl Orosco, Rudi Glöckner, Vincenzo Orlandini, Werner Winsemann, Willem Eymers, William Ling et Youssouf Mohamed.

## JO 1896
- Arbitres inconnus

## JO 1900
| - Moignard (arbitre local) | - John Wood |

## JO 1904
| - Paul McSweeney (arbitre local) | - 1 ou 2 arbitre(s) inconnu(s) |

## JO 1908
Il est à noter qu'il s'agit de la seule édition où les arbitres sont tous de la même nationalité et sont tous des locaux.
| - Thomas Campbell - John Howcroft - John Ibbotson | - Thomas Kyle - John Lewis - John Pearson |

## JO 1912
| - Ruben Gelbord (arbitre local) - Christiaan Jacobus Groothoff - Ede Herczog - Hugo Meisl | - David Philip - George Wagstaffe Simmons - Per Sjöblom (arbitre local) - Herbert James Willing |

## JO 1920
| - Charles Barette (arbitre local) - Henri Christophe (arbitre local) - Willem Eymers - Josef Fanta - Louis Fourgous - Georges Hubrecht (arbitre local) | - John Lewis - Giovanni Mauro - Johannes Mutters - Paul Putz (arbitre local) - Raphaël van Praag (arbitre local) |

## JO 1924
| - Luis Colina Álvarez - Peder Christian Andersen - Charles Barette - Henri Christophe - A. Henriot (arbitre local) - Felix Herren - Mihály Iváncsics - Youssouf Mohamed | - Johannes Mutters - Paul Putz - Heinrich Retschury - Jean Richard (arbitre local) - Antonio Scamoni - Marcel Slawick (arbitre local) - Georges Vallat (arbitre local) |

## JO 1928
| - Alfred Birlem - Hans Boekman (arbitre local) - Gábor Boronkay - Henri Christophe - Guillermo Comorera - Pedro Escartín - Willem Eymers (arbitre local) - Jan Langenus | - Domingo Lombardi - Achille Gama Malcher - Lorenzo Martinez - Giovanni Mauro - Youssouf Mohamed - Johannes Mutters (arbitre local) - Paul Ruoff - Marcel Slawick |

## JO 1936
| - Rinaldo Barlassina - Arthur Willoughby Barton - Peco Bauwens (arbitre local) - Alfred Birlem (arbitre local) - Rudolf Eklöw - Helmut Fink (arbitre local) - Thoralf Kristiansen | - Arthur James Jewell - Otto Ohlsson - Wilhelm Peters (arbitre local) - Giuseppe Scarpi - Raffaele Scorzoni - Pál von Hertzka - Carl Weingartner (arbitre local) |

## JO 1948
| - Johann Beck - Stanley Boardman (arbitre local) - Giuseppe Carpani - Gunnar Dahlner - Charles de la Salle - Vald Laursen | - Leo Lemešić - William Ling (arbitre local) - George Reader (arbitre local) - Victor Sdez - Karel van der Meer - A.C. Williams (arbitre local) |

## JO 1952
| - Johan Aksel Alho (arbitre local) - Finn Balstad - Giorgio Bernardi - John Best - Arthur Ellis - Carl Jorgensen - Waldemar Karni (arbitre local) | - Nikolaï Latychev - William Ling - Marijan Matančić - John Nilsson - Vincenzo Orlandini - Karel van der Meer - István Zsolt |

## JO 1956
| - Nikolaï Latychev - Reginald Lund - Robert H. Mann | - Maurice Swain - C.H. Wensveen - Ron Wright (arbitre local) |

## JO 1960
| - Bahri Ben Said - Pietro Bonetto (arbitre local) - Giulio Campanati (arbitre local) - Emil Erlich - Sulhi Garan - Leo Helge - Hussein Imam - Cesare Jonni (arbitre local) - Josef Kandlbinder | - Reginald Leafe - Francesco Liverani (arbitre local) - Concetto Lo Bello (arbitre local) - Raymond Morgan - Vincenzo Orlandini (arbitre local) - Pierre Schwinte - Lucien van Nuffel - István Zsolt |

## JO 1964
| - Menachem Ashkenazi - Salih Mohamed Boukkili - Duk Chun Kim - Miguel Comesaña - Greg De Silva - Eunápio de Queiroz - Gen'ichi Fukushima (arbitre local) - Rudi Glöckner - Hussein Imam | - Václav Korelus - Cornel Niţescu - Aleksandar Škorić - Hossein Tehrani - Rafael Valenzuela - John Stanley Wontumi - Yozo Yokoyama (arbitre local) - István Zsolt |

## JO 1968
| - Romualdo Arppi Filho - Thompson Shakibudeen Badru - Diego De Leo (arbitre local) - Felipe Buergo Elcuaz (arbitre local) - Abel Aguilar Elizalde (arbitre local) - Jean-Louis Faber - Karol Galba - Milivoje Gugulović - Erwin Hieger - Mariano Medina Iglesias - Michel Kitabdjian - Abraham Klein | - George Lamptey - Ramón Sagastume Mármol - Yoshiyuki Maruyama - Raul Osorio (arbitre local) - Augusto Robles - Dimitar Rumentchev - Seyoum Tarekegn - Guillermo Velasquez - Suvaree Wanchai - Arturo Yamasaki Maldonado - István Zsolt |

## JO 1972
| - Abdelkader Aouissi - Doğan Babacan - Ferdinand Biwersi (arbitre local) - Francesco Francescon - Marco Antonio Dorantes Garcia - Rudi Glöckner - Pavel Kasakov - Kan-Chee Lee - Armando Marques - William Joseph Mullan - Jaffar Namdar - Henry Øberg | - Károly Palotai - Luis Pestarino - Oei Poh Hwa - Robert Quarshie - Ahmed Gindil Salih - Gerhard Schulenburg (arbitre local) - Marian Środecki - Kurt Tschenscher (arbitre local) - Guillermo Velasquez - Werner Winsemann - Michael Wuertz - Abdelkrim Ziani |

## JO 1976
| - Ramón Ivanoes Barreto Ruiz - Arnaldo Cézar Coelho - Ángel Norberto Coerezza - Marco Antonio Dorantes Garcia - Emilio Guruceta-Muro - Robert Héliès - Abraham Klein - Marian Kustoń - Alberto Michelotti | - Jaffar Namdar - Károly Palotai - John Paterson - Adolf Prokop - Vladimir Rudnev - Paul Schiller - Guillermo Velasquez - Werner Winsemann (arbitre local) |

## JO 1980
| - Marwan Arafat - Abdulwahab Al Bannai - Romualdo Arppi Filho - Eldar Azim Zade (arbitre local) - Ramón Calderón Castro - José Castro Lozada - Nyirenda Chayu - Vojtěch Christov - André Daina - Ulf Eriksson - Bassey Eyo-Honesty - Emilio Guruceta-Muro | - Enrique Labo Revoredo - Belaïd Lacarne - Riccardo Lattanzi - Anders Mattsson - Salim Naji Al-Hachami - Marijan Raus - Klaus Scheurell - Luis Paulino Siles - Bob Valentine - Lamberto Rubio Vázquez - Franz Wöhrer |

## JO 1984
| - Romualdo Arppi Filho - Abdul Aziz Al-Salmi - Enzo Barbaresco - Gastón Castro - Cha Kyung-Bok - Jesús Díaz Palacio - Jorge Eduardo Romero - Tony Evangelista - Mohamed Hossameldin - Ioan Igna - Bester Kalombo | - Jan Keizer - Antonio Márquez Ramírez - Brian McGinlay - Luis Paulino Siles - Joël Quiniou - Volker Roth - Victoriano Sánchez Arminio - Toshikazu Sano - David Socha (arbitre local) - Edvard Sostarić - Gebreyesus Tesfaye |

## JO 1988
| - Jamal Al Sharif - Hernán Silva Arce - Chris Bambridge - Gérard Biguet - Juan Daniel Cardellino - Edgardo Codesal Méndez - Arnaldo Cézar Coelho - Jesús Díaz Palacio - Jean-Fidèle Diramba - Choi Gil-soo (arbitre local) - Keith Hackett - Kenny Hope | - Tullio Lanese - Baba Laouissi - Michał Listkiewicz - Juan Carlos Loustau - Jassim Mandi - Vincent Mauro - Kurt Röthlisberger - Badara Sène - Lennox Sirjuesingh - Alexey Spirin - Shizuo Takada - Karl-Heinz Tritschler |

## JO 1992
| - Arturo Ángeles - Luben Spassov Angelov - Fabio Baldas - Arturo Brizio Carter - Ali Bujsaim - José Torres Cadena - Lim Kee Chong | - Manuel Díaz Vega (arbitre local) - Philip Don - Juan Francisco Escobar - Márcio Rezende de Freitas - Markus Merk - Mohamed Sendid - Kiichiro Tachi |

## JO 1996
| - Gamal Al-Ghandour - Omer Al-Mehannah - Benito Archundia - Esfandiar Baharmast (arbitre local) - Lucien Bouchardeau - Pierluigi Collina | - Hugh Dallas - Edward Lennie - José Garcia Aranda - Antônio Pereira - Pirom Un-Prasert - Roberto Ruscio |

## JO 2000
| - Stéphane Bré - Mourad Daami - Carlos Eugênio Simon - Herbert Fandel - Bruce Grimshaw - Jun Lu - Saad Mane | - Ľuboš Micheľ - Simon Micallef (arbitre local) - Falla N'Doye - Peter Prendergast - Felipe Ramos - Mario Sánchez Yantén - Felix Tangawarima |

## JO 2004
| - Essam Abd El Fatah - Benito Archundia - Charles Ariiotima - Carlos Batres - Claus Bo Larsen - Horacio Elizondo - Massimo De Santis | - Raphaël Evehe Divine - Jorge Larrionda - Subkhiddin Mohd Salleh - Éric Poulat - Carlos Torres - Kyros Vassaras (arbitre local) |

## JO 2008
Il est à noter qu'il s'agit de la première édition où le pays organisateur n'a pas d'arbitre officiant dans le tournoi.
| - Khalil Al Ghamdi - Abdullah Al Hilali - Héctor Baldassi - Jerome Damon - Badara Diatta - Thomas Einwaller - Michael Hester - Viktor Kassai | - Stéphane Lannoy - Jair Marrufo - Masoud Moradi - Pablo Pozo - Roberto Moreno Salazar - Damir Skomina - Wolfgang Stark - Martin Vázquez |

## JO 2012
| - Felix Brych - Mark Clattenburg (arbitre local) - Roberto García - Bakary Gassama - Mark Geiger - Ravshan Irmatov - Slim Jedidi - Pavel Královec | - Yuichi Nishimura - Svein Oddvar Moen - Peter O'Leary - Raúl Orosco - Gianluca Rocchi - Wilmar Roldán - Juan Soto - Ben Williams |